# Phraataces
Phraates V, beter bekend als Phraataces ('kleine Phraates'), was koning van de Parthen van 2 v.Chr. tot 4 n.Chr.
Hij was de zoon van Phraates IV en Musa, die door Augustus als slavin ten geschenke was gegeven aan deze. Oorspronkelijk dus een bastaard, werd hij een erfgenaam en erkende zoon van deze toen Phraates IV zijn slavin als wettige echtgenote nam. Deze wist haar echtgenoot zelfs zover te krijgen dat hij zijn andere kinderen als gijzelaars wegzond naar Rome. Nadat Musa in 2 v.Chr. haar echtgenoot had laten vergiftigen, zette ze daarop haar eigen zoon op de troon.
Phraataces steunde Tigranes IV van het Koninkrijk Armenië in het behoud van zijn troon. Een dreiging van Rome om een van de eerder als gijzelaars gegeven halfbroers  in zijn plaats te zetten, deed hem inbinden. Princeps Augustus stuurde zijn klein- en adoptiefzoon Gaius Iulius Caesar (een zoon van Marcus Vipsanius Agrippa en Iulia Caesaris maior) met een leger naar Armenië om de zaak in orde te brengen. Omdat Phraataces maar weinig steun vond bij zijn edelen (die hem als bastaard bleven beschouwen), sloot hij met Gaius vrede tijdens een banket aan de Eufraat, waarbij Armenië terug werd erkend als behorend tot de Romeinse invloedssfeer.

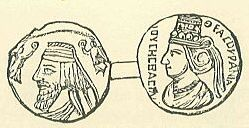
Phraataces en Musa (de Nikès rond Phraataces' hoofd duiden op zijn verdrijving van de Romeinse kandidaat uit Armenië).

In 2 n.Chr. huwde Phraates zijn moeder Musa, wat bij de Parthen een hele polemiek op gang bracht. Beiden verschenen tezamen op munten. In 4 n.Chr. verdwenen Phraates en Musa van het politieke toneel om te worden vervangen door Orodes III (Flavius Iosephus geeft het incestueuze huwelijk op als reden hiervoor). Over hun verder lot is niets geweten (hoewel het waarschijnlijk is dat Orodes III hem en zijn moeder liet ombrengen, maar het is ook mogelijk dat hij naar Syria vluchtte).

## Antieke bronnen
- Flavius Iosephus, Antiquitates Iudaicae XVIII 2 § 4.